# Guidarello Guidarelli
Guidarello Guidarelli (Ravenne, vers 1450/1460 - Imola, 6/7 mars 1501) était un condottiere italien mercenaire au service de César Borgia, connu surtout par le portrait de son gisant (170 × 58 cm) qui le représente, conservé au musée d'art de Ravenne.

## Biographie
Guidarello Guidarelli est né entre 1450 et 1460 à Ravenne qui était à l'époque dans la république de Venise.
Il est fait chevalier en 1468 par Frederic III d'Absbourg
En septembre 1498 il combat comme condottiere à côté de l'armée vénitienne dans la guerre entre Florence et Pise sur le lac de Bientina.
En décembre 1499 il rejoint l'armée de César Borgia qui entreprend la conquête de la Romagne pour l'inclure dans l'état pontifical.
et est nommé capitaine.
Guidarello se rend à Imola pour prendre part à la campagne militaire qui tombe le 24 novembre 1499 puis continue à servir César Borgia tout en faisant suivre les informations sur le mouvement des troupes en tant qu'espion à la république de Venise.
Pendant le carnaval de 1501, dans l'attente d'une attaque finale sur Faenza, à l'occasion d'un grand bal organisé à Imola, Guidarello Guidarelli est blessé et meurt de ses blessures.
Selon certaines sources Corrado Ricci (it), Pier Desiderio Pasolini (it), Guidarello aurait été victime d'une vendetta de César Borgia, pour son double jeu de soldat du pape et informateur de la république de Venise.
Néanmoins en 1930, l'historien Augusto Campana (it) rapporte une information de l'époque, selon laquelle il aurait été victime d'une rixe pour des motifs futiles avec un dénommé Virgilio Romano : Guidarello aurait refusé de rendre une veste d'apparat que Virginio lui aurait prêté.
Après quelques jours d'agonie, Guidarello Guidarelli meurt le 6 ou 7 mars 1501.
Avant de mourir, Guidarello eut le temps de dicter son testament par lequel il demande à être enseveli dans la a basilique Saint-François, plus précisément dans la chapelle San Liberio.
En 1525, l'épouse de Guidarello commande un gisant représentant son défunt mari selon la volonté du défunt. La tombe
reste dans la chapelle San Liberio jusqu'en 1650, quand elle est transférée au Quadrarco de Braccioforte, un cimetière à ciel ouvert, dédié aux personnages illustres de Ravenne.
En 1827 la famille Rasponi Del Sale, propriétaire du monument funéraire décide de transférer le gisant à L'Académie des beaux arts de Ravenne.
Pendant la Seconde Guerre mondiale, le gisant est déplacé afin de le protéger des bombardements alliés. En 1945, à la fin du conflit, le gisant retourne au siège de l'Académie des beaux arts. Finalement le gisant est exposé à la Pinacothèque communale de Ravenne, Loggetta Lombardesca ou Loggia del Giardino.

## Postérité
De nombreux poètes ont fait l'éloge du gisant :
- Gabriele D'Annunzio, Le città del silenzio, Elettra.
- Augustus Hare, Ernest Forster, Charles Diehl et Anatole France[1]

## Cinéma
Guidarello Guidarelli est cité dans :
- La donna nel mondo (La femme à travers le monde), réalisation de Gualtiero Jacopetti, 1963.
- L'Homme à la Ferrari (Il Tigre), réalisation de Dino Risi, 1967.
- La ragazza di latta (1970) de Marcello Aliprandi, avec Sydne Rome.